# Sariaya
Sariaya es un municipio de la provincia de Quezon en Filipinas. Según el censo del 2007, tiene 128,248 habitantes.

## Barangayes
Sariaya se subdivide administrativamente en 43 barangayes.
- Población I (Muntimbayan)
- Población II
- Población III
- Población IV
- Población V
- Población VI
- Balubal
- Bignay 1
- Bignay 2
- Bucal
- Canda
- Castañas
- Concepción I
- Concepción Banahaw
- Concepción Palasan
- Concepción Pinagbakuran
- Gibanga
- Guisguís-San Roque
- Guisguís-Talón
- Janagdong I
- Janagdong II
- Limbon
- Lutucan I
- Lutucan Bata
- Lutucan Malabag
- Mamala I
- Mamala II
- Manggalang I
- Manggalang Tulo-Tulo
- Manggalang-Bantilan
- Manggalang-Kiling
- Montecillo
- Morong
- Pili
- Sampáloc I
- Sampáloc II
- Sampáloc Bogon
- Santo Cristo
- Talaan Aplaya
- Talaan Pantoc
- Tumbaga I
- Tumbaga II

- Datos: Q104078
- Multimedia: Sariaya / Q104078

1. ↑  Worldpostalcodes.org, código postal n.º 4322.